# Ilíasz Roszídisz
Ilíasz Roszídisz, görögül: Ηλίας Ρωσίδης (Pireusz, 1927. február 3. – 2019. december 27.) válogatott görög labdarúgó, hátvéd.

## Pályafutása

### Klubcsapatban
1948 és 1961 között az Olimbiakósz labdarúgója volt. Hét bajnoki címet és kilenc görögkupa-győzelmet ért el a csapattal.

### A válogatottban
1951 és 1960 között 29 alkalommal szerepelt a görög válogatottban. Tagja volt az 1952-es helsinki olimpián részt vevő csapatnak.

## Sikerei, díjai
Olimbiakósz
- Görög bajnokság
  - bajnok (7): 1950–51, 1953–54, 1954–55, 1955–56, 1956–57, 1957–58, 1958–59
- Görög kupa
  - győztes (9): 1951, 1952, 1953, 1954, 1957, 1958, 1959, 1960, 1961